# 惠氏星鯊
惠氏星鲨（学名：Mustelus whitneyi），又稱惠氏貂鯊，為軟骨魚綱真鯊目皺唇鯊科星鯊屬的一種，被IUCN列為極危保育類動物，分布於東南太平洋祕魯至智利南部海域，深度16至221公尺，本魚體延長，頭部扁平，鼻子寬闊且尖，眼睛大呈橢圓形，上唇溝比下唇溝長，背鰭2個，第一個背鰭近似三角形，胸鰭很大，腹鰭中等，尾柄短，尾鰭下葉硬彎曲，體色是純灰色或灰棕色，沒有任何斑點或條紋，體長最大可達87公分，棲息在近海及大陸棚底層水域，屬肉食性，以甲殼類、頭足類、雙殼貝、腹足類及其他魚類為食，卵胎生，雌魚每胎可產下10尾幼魚，為高經濟價值的食用魚，由於過度捕撈導致族群數量減少。